# Sângeorgiu de Pădure
Sângeorgiu de Pădure (Hongaars: Erdőszentgyörgy) is een stad (oraș) in het Roemeense district Mureș. De stad telt 5492 inwoners (2002). De dorpen Bezid (Bözöd), Bezidu Nou (Bözödújfalu) en Loţu (Lóc) maken administratief gezien deel uit van de stad.
De gemeente is voornamelijk Hongaarstalig en wordt bewoond door Szeklers. Bijzonderheid in de gemeente is het verdronken dorpje Bezidu Nou. Dit dorpje en de gehele vallei eromheen werd in de jaren ´60 onder water gezet door het regime van Ceausescu voor een waterkrachtcentrale. Het kerkje van het dorp is een stille getuige van de historie van het dorp.

## Geboren in Sângeorgiu de Pădure
- Ecaterina Oancia (1954-2024), roeister

Steden met gemeentestatus: Târgu Mureș · Sighișoara · Reghin · Târnăveni

Steden zonder gemeentestatus: Iernut · Luduș · Sovata · Miercurea Nirajului · Sărmașu · Sângeorgiu de Pădure · Ungheni